# Frauenborn
Frauenborn ist der nach Einwohnerzahl kleinste Ortsteil der Gemeinde Herleshausen im nordhessischen Werra-Meißner-Kreis. Das Dorf liegt, von Wald umgeben, am Frauenborner Bach. Durch den Ort führt die Landesstraße 3247 auf ihrem Weg von Herleshausen zum nördlich gelegenen Ortsteil Altefeld.

## Geschichte

### Ortsgeschichte
Die älteste bekannte schriftliche Erwähnung von Frauenborn erfolgte im Jahr 1545.
Zum 1. April 1969 wurde die bis dahin selbständige Gemeinde im Zuge der Gebietsreform in Hessen auf freiwilliger Basis in die Gemeinde Herleshausen eingegliedert. Sie bildet heute zusammen mit Herleshausen einen Ortsbezirk nach der Hessischen Gemeindeordnung.

### Verwaltungsgeschichte im Überblick
Die folgende Liste zeigt die Staaten und Verwaltungseinheiten, denen Frauenborn angehört(e):
- vor 1567: Heiliges Römisches Reich, Landgrafschaft Hessen, Amt Sontra
- ab 1654: Heiliges Römisches Reich, Landgrafschaft Hessen-Kassel, Amt Sontra
- ab 1806: Landgrafschaft Hessen-Kassel, Amt Sontra
- 1807–1813: Königreich Westphalen, Departement der Werra, Distrikt Eschwege, Kanton Netra
- ab 1815: Kurfürstentum Hessen, Amt Sontra[7]
- ab 1818: Kurfürstentum Hessen, Amt Netra[8]
- ab 1821/22: Kurfürstentum Hessen, Provinz Niederhessen, Kreis Eschwege[9][Anm. 2]
- ab 1848: Kurfürstentum Hessen, Bezirk Eschwege
- ab 1851: Kurfürstentum Hessen, Provinz Niederhessen, Kreis Eschwege
- ab 1867: Königreich Preußen, Provinz Hessen-Nassau, Regierungsbezirk Kassel, Kreis Eschwege
- ab 1871: Deutsches Reich, Königreich Preußen, Provinz Hessen-Nassau, Regierungsbezirk Kassel, Kreis Eschwege
- ab 1918: Deutsches Reich, Freistaat Preußen, Provinz Hessen-Nassau, Regierungsbezirk Kassel, Kreis Eschwege
- ab 1944: Deutsches Reich, Freistaat Preußen, Provinz Kurhessen, Landkreis Eschwege
- ab 1945: Amerikanische Besatzungszone, Groß-Hessen, Regierungsbezirk Kassel, Landkreis Eschwege
- ab 1946: Amerikanische Besatzungszone, Hessen, Regierungsbezirk Kassel, Landkreis Eschwege
- ab 1949: Bundesrepublik Deutschland, Hessen, Regierungsbezirk Kassel, Landkreis Eschwege
- ab 1969: Bundesrepublik Deutschland, Hessen, Regierungsbezirk Kassel, Landkreis Eschwege, Gemeinde Herleshausen[Anm. 3]
- ab 1974: Bundesrepublik Deutschland, Hessen, Regierungsbezirk Kassel, Werra-Meißner-Kreis, Gemeinde Herleshausen

## Bevölkerung
Ein alter Kinderreim lautet: Frauenborn, die große Stadt, die nur 13 Häuser hat und das Backhaus noch dabei, ist die ganze Hexerei.

### Einwohnerentwicklung
| • 1585: | 10 Haushaltungen |
| • 1747: | 11 Haushaltungen |

| Frauenborn: Einwohnerzahlen von 1834 bis 2011 | Frauenborn: Einwohnerzahlen von 1834 bis 2011 | Frauenborn: Einwohnerzahlen von 1834 bis 2011 | Frauenborn: Einwohnerzahlen von 1834 bis 2011 | Frauenborn: Einwohnerzahlen von 1834 bis 2011 |
| --- | --------------------------------------------- | --------------------------------------------- | --------------------------------------------- | --------------------------------------------- |
| Jahr |                                               |                                               |                                               | Einwohner                                     |
| 1834 | 1834                                          |                                               | 78                                            | 78                                            |
| 1840 | 1840                                          |                                               | 92                                            | 92                                            |
| 1846 | 1846                                          |                                               | 88                                            | 88                                            |
| 1852 | 1852                                          |                                               | 91                                            | 91                                            |
| 1858 | 1858                                          |                                               | 78                                            | 78                                            |
| 1864 | 1864                                          |                                               | 93                                            | 93                                            |
| 1871 | 1871                                          |                                               | 87                                            | 87                                            |
| 1875 | 1875                                          |                                               | 76                                            | 76                                            |
| 1885 | 1885                                          |                                               | 63                                            | 63                                            |
| 1895 | 1895                                          |                                               | 61                                            | 61                                            |
| 1905 | 1905                                          |                                               | 56                                            | 56                                            |
| 1910 | 1910                                          |                                               | 63                                            | 63                                            |
| 1925 | 1925                                          |                                               | 71                                            | 71                                            |
| 1939 | 1939                                          |                                               | 61                                            | 61                                            |
| 1946 | 1946                                          |                                               | 88                                            | 88                                            |
| 1950 | 1950                                          |                                               | 82                                            | 82                                            |
| 1956 | 1956                                          |                                               | 64                                            | 64                                            |
| 1961 | 1961                                          |                                               | 61                                            | 61                                            |
| 1967 | 1967                                          |                                               | 57                                            | 57                                            |
| 1970 | 1970                                          |                                               | 62                                            | 62                                            |
| 1987 | 1987                                          |                                               | 54                                            | 54                                            |
| 2011 | 2011                                          |                                               | 30                                            | 30                                            |
| Datenquelle: Historisches Gemeindeverzeichnis für Hessen: Die Bevölkerung der Gemeinden 1834 bis 1967. Wiesbaden: Hessisches Statistisches Landesamt, 1968. Weitere Quellen: LAGIS; Zensus 2011 |                                               |                                               |                                               |                                               |

### Einwohnerstruktur 2011
Nach den Erhebungen des Zensus 2011 lebten am Stichtag, dem 9. Mai 2011, in Frauenborn 30 Einwohner. Darunter waren 3 (10,0 %) Ausländer.
Nach dem Lebensalter waren 6 Einwohner unter 18 Jahren, 12 zwischen 18 und 49, 6 zwischen 50 und 64 und 6 Einwohner waren älter. Die Einwohner lebten in 9 Haushalten. Davon waren keine Singlehaushalte, 3 Paare ohne Kinder und 3 Paare mit Kindern, sowie keine Alleinerziehende und keine Wohngemeinschaften. In keinem Haushalt lebten ausschließlich Senioren und in 3 Haushalten lebten keine Senioren.

### Historische Religionszugehörigkeit
| • 1885: | 63 evangelische (= 100 %) Einwohner                                |
| • 1961: | 60 evangelische (= 98,36 %), ein katholischer (= 1,64 %) Einwohner |